# Aminata Savadogo
Pour les articles homonymes, voir Aminata.
Aminata Savadogo, ou simplement Aminata, née le 9 janvier 1993 à Riga en Lettonie, est une chanteuse lettonne, d'origine burkinabé et russe.

## Biographie
Elle se fait connaître du public letton en participant à Supernova 2014, où elle interprète la chanson I Can't Breathe, mais échoue en finale.
L'année suivante, elle tente à nouveau et, le 22 février 2015, elle remporte la finale nationale Supernova 2015 et est choisie pour représenter la Lettonie au Concours Eurovision de la chanson 2015 à Vienne, en Autriche, avec la chanson Love Injected (Amour injecté).
Aminata participe à la deuxième demi-finale le 21 mai 2015 à Vienne, où elle finit deuxième et se qualifie donc pour la finale le 23 mai 2015. Ce n'était pas arrivé pour le pays depuis sept éditions. Lors de la finale, elle performe en dix-neuvième position et termine sixième du concours avec 186 points, soit le plus grand nombre de points récoltés par la Lettonie au Concours Eurovision de la Chanson.
Son premier album studio, Inner Voice, sort en 2015.
En 2016, elle compose et écrit les paroles de Heartbeat, chanson interprétée par Justs Sirmais lors de Supernova 2016, la présélection pour représenter la Lettonie au Concours Eurovision de la Chanson 2016. Qualifié pour la finale de l'Eurovision, Justs termine le concours à la 15e position avec 132 points.
En 2016 également, elle participe à The Voice of Russia, mais est éliminée de la compétition après deux mois de participation.
Un an plus tard, en 2017, elle compose et coécrit les paroles de la chanson I'm Like a Wolf, interprétée par Aistė Pilvelytė lors de la présélection Eurovision 2017, pour représenter cette fois la Lituanie au Concours Eurovision de la Chanson 2017. Cette chanson échoue en phase finale nationale.
En 2020, elle coécrit avec Samanta Tina la chanson Still Breathing, qui passe les phases éliminatoires nationales de Lettonie (Supernova 2020). Le concours est cependant annulé en raison de la pandémie de Covid-19. L'année suivante, Samanta Tina revient avec une nouvelle chanson The Moon Is Rising pour le concours de l'Eurovision 2021, toujours coécrite par Aminata Savadogo. Malheureusement, la chanson ne franchit pas les phases éliminatoires des demi-finales et termine à la dernière place.

## Discographie

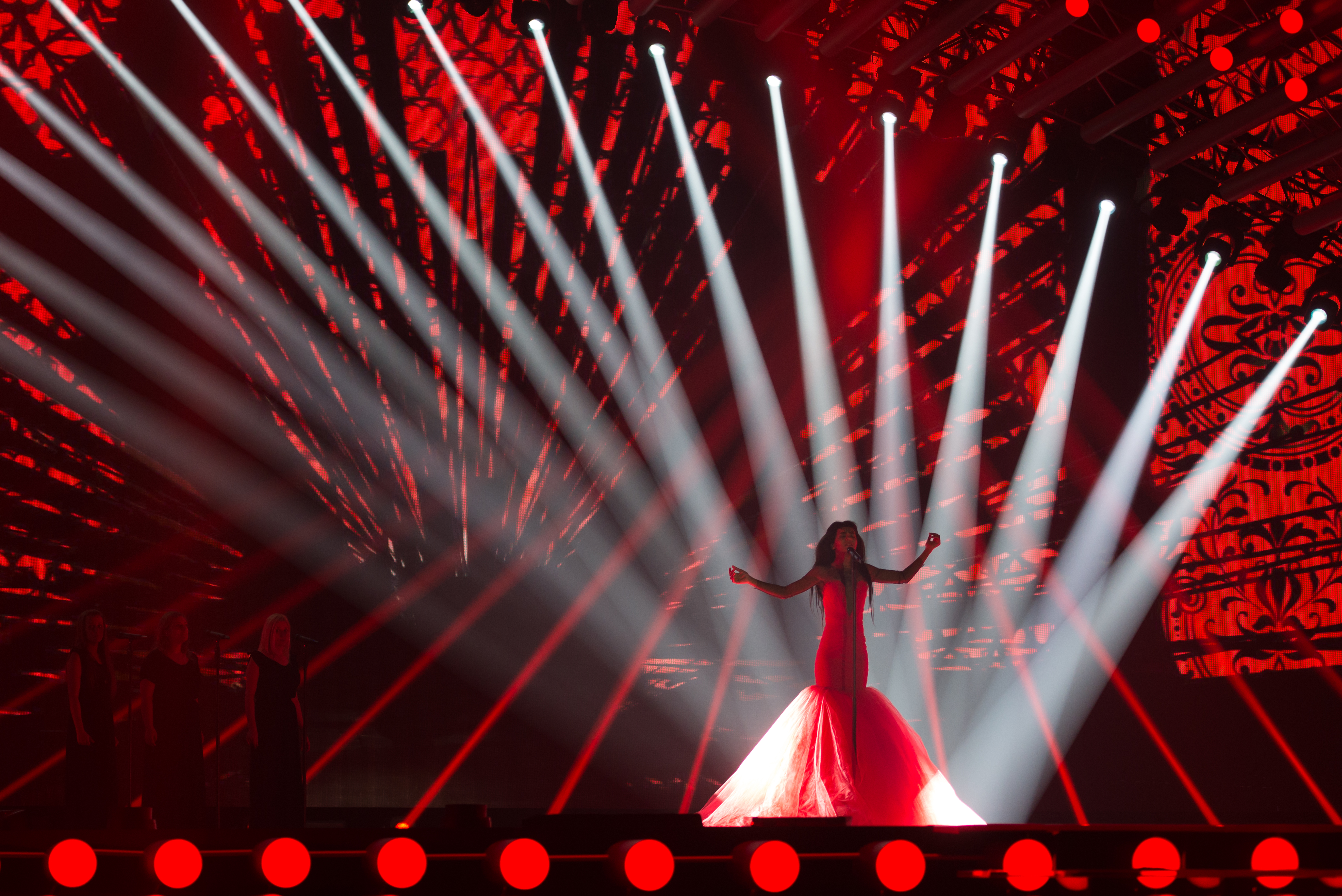
Aminata pendant une performance de Love Injected au Concours Eurovision de la chanson 2015